# Coppa di Francia 2022-2023 (pallavolo maschile)
La Coppa di Francia 2022-2023, 39ª edizione della coppa nazionale di pallavolo maschile, si è svolta dal 6 dicembre 2022 al 2 aprile 2023: al torneo hanno partecipato ventisette squadre di club francesi e la vittoria finale è andata per l'undicesima volta al Tours.

## Formula
La formula ha previsto primo turno, secondo turno, terzo turno, ottavi di finale, quarti di finale, semifinali e finale, giocate con gara unica.

## Squadre partecipanti
| - AL Caudry - Arago de Sète - ASI - ASUL Lyon - Avignon - Cambrai - Cannes - Chaumont - Fréjus | - Gazélec Ajaccio - Grand Nancy - Martigues - Mende - Michelet Halluin - Montpellier - Nantes - Narbonne - Nice | - Paris - Plessis-Robinson - Rennes - Saint-Nazaire - Saint-Quentin - Spacer's Toulouse - Stade Poitevin - Tourcoing - Tours |

## Torneo

### Tabellone
|  | Ottavi di finale  | Ottavi di finale |  |  | Quarti di finale | Quarti di finale |          |   | Semifinali     | Semifinali |       |   | Finale | Finale |  |
|  |                   |                  |  |  |                  |                  |          |   |                |            |       |   |        |        |  |
|  | Cannes            | 0                |  |  |                  |                  |          |   |                |            |       |   |        |        |  |
|  | Arago de Sète     | 3                |  |  | Arago de Sète    | 2                |          |   |                |            |       |   |        |        |  |
|  | Spacer's Toulouse | 0                |  |  | Stade Poitevin   | 3                |          |   |                |            |       |   |        |        |  |
|  | Stade Poitevin    | 3                |  |  |                  |                  |          |   | Stade Poitevin | 2          |       |   |        |        |  |
|  | Gazélec Ajaccio   | 3                |  |  |                  |                  | Nice     | 3 |                |            |       |   |        |        |  |
|  | Paris             | 2                |  |  | Gazélec Ajaccio  | 2                |          |   |                |            |       |   |        |        |  |
|  | Nice              | 3                |  |  | Nice             | 3                |          |   |                |            |       |   |        |        |  |
|  | Cambrai           | 0                |  |  |                  |                  |          |   | Nice           | 0          |       |   |        |        |  |
|  | Plessis-Robinson  | 1                |  |  |                  |                  |          |   |                |            | Tours | 3 |        |        |  |
|  | Montpellier       | 3                |  |  | Montpellier      | 0                |          |   |                |            |       |   |        |        |  |
|  | Tours             | 3                |  |  | Tours            | 3                |          |   |                |            |       |   |        |        |  |
|  | Tourcoing         | 2                |  |  |                  |                  |          |   | Tours          | 3          |       |   |        |        |  |
|  | Chaumont          | 2                |  |  |                  |                  | Narbonne | 0 |                |            |       |   |        |        |  |
|  | Saint-Nazaire     | 3                |  |  | Saint-Nazaire    | 0                |          |   |                |            |       |   |        |        |  |
|  | Nantes            | 0                |  |  | Narbonne         | 3                |          |   |                |            |       |   |        |        |  |
|  | Narbonne          | 3                |  |  |                  |                  |          |   |                |            |       |   |        |        |  |

### Risultati

#### Primo turno
| 6 dicembre 2022 Salle Michel Bernard, Halluin Durata: ? - Spettatori: ?              | Michelet Halluin | 1 - 3 | Gazélec Ajaccio | 14-25, 25-16, 14-25, 17-25        |
| 6 dicembre 2022 Palais des Sports, Caudry Durata: ? - Spettatori: ?                  | AL Caudry        | 3 - 0 | Saint-Quentin   | 25-17, 25-19, 25-21               |
| 7 dicembre 2022 Salle Colette-Besson, Rennes Durata: ? - Spettatori: ?               | Rennes           | 2 - 3 | ASI             | 31-29, 25-23, 18-25, 21-25, 7-15  |
| 6 dicembre 2022 Gymnase Piencourt, Mende Durata: ? - Spettatori: ?                   | Mende            | 3 - 2 | Fréjus          | 27-25, 23-25, 25-23, 21-25, 15-10 |
| 6 dicembre 2022 Palais omnisports de Champfleury, Avignone Durata: ? - Spettatori: ? | Avignon          | 3 - 2 | Martigues       | 35-33, 26-28, 15-25, 25-20, 15-13 |
| 6 dicembre 2022 Parc des Sports, Vandœuvre-lès-Nancy Durata: ? - Spettatori: ?       | Grand Nancy      | 0 - 3 | ASUL Lyon       | 21-25, 20-25, 11-25               |

#### Secondo turno
| 20 dicembre 2022 Palais omnisports de Champfleury, Avignone Durata: ? - Spettatori: ? | Avignon   | 2 - 3 | Gazélec Ajaccio | 28-26, 25-23, 24-26, 26-28, 12-15 |
| 20 dicembre 2022 Palais des Sports, Caudry Durata: ? - Spettatori: ?                  | AL Caudry | 0 - 3 | Mende           | 24-26, 17-25, 22-25               |
| 20 dicembre 2022 Salle Pierre Favre, Saint-Jean-d'Illac Durata: ? - Spettatori: ?     | ASI       | 3 - 0 | ASUL Lyon       | 25-19, 25-20, 25-18               |

#### Terzo turno
| 14 gennaio 2023 Palais des Victoires, Cannes Durata: ? - Spettatori: ? | Cannes          | 3 - 0 | Mende | 25-23, 25-13, 25-20 |
| 13 gennaio 2023 U Palatinu, Ajaccio Durata: ? - Spettatori: ?          | Gazélec Ajaccio | 3 - 0 | ASI   | 25-23, 25-20, 25-17 |

#### Ottavi di finale
| 31 gennaio 2023 Palais des Victoires, Cannes Durata: 1h:27 - Spettatori: 234             | Cannes            | 0 - 3 | Arago de Sète  | 23-25, 23-25, 23-25               |
| 31 gennaio 2023 Salle Palmeira-Gianmarchi, Nizza Durata: 1h:19 - Spettatori: 331         | Nice              | 3 - 0 | Cambrai        | 25-20, 25-22, 25-21               |
| 1º febbraio 2023 Omnisports, Le Plessis-Robinson Durata: 1h:49 - Spettatori: 570         | Plessis-Robinson  | 1 - 3 | Montpellier    | 19-25, 25-22, 20-25, 25-27        |
| 31 gennaio 2023 U Palatinu, Ajaccio Durata: 2h:02 - Spettatori: 1 020                    | Gazélec Ajaccio   | 3 - 2 | Paris          | 25-21, 31-29, 24-26, 15-25, 15-11 |
| 31 gennaio 2023 Salle Jean-Masson, Chaumont Durata: 2h:04 - Spettatori: 1 099            | Chaumont          | 2 - 3 | Saint-Nazaire  | 22-25, 25-18, 23-25, 25-17, 11-15 |
| 31 gennaio 2023 Salle Robert Grenon, Tours Durata: 2h:11 - Spettatori: 2 459             | Tours             | 3 - 2 | Tourcoing      | 25-17, 25-17, 20-25, 26-28, 15-13 |
| 1º febbraio 2023 Salle sportive métropolitaine, Rezé Durata: 1h:16 - Spettatori: 1 521   | Nantes            | 0 - 3 | Narbonne       | 22-25, 21-25, 15-25               |
| 31 gennaio 2023 Palais des sports André Brouat, Tolosa Durata: 1h:36 - Spettatori: 1 000 | Spacer's Toulouse | 0 - 3 | Stade Poitevin | 22-25, 19-25, 26-28               |

#### Quarti di finale
| 21 febbraio 2023 Gymnase Pierre de Coubertin, Saint-Nazaire Durata: 1h:39 - Spettatori: 1 121 | Saint-Nazaire   | 0 - 3 | Narbonne       | 22-25, 25-27, 24-26               |
| 21 febbraio 2023 U Palatinu, Ajaccio Durata: 2h:05 - Spettatori: 1 500                        | Gazélec Ajaccio | 2 - 3 | Nice           | 16-25, 25-22, 25-22, 22-25, 11-15 |
| 21 febbraio 2023 Palais Chaban-Delmas, Castelnau-le-Lez Durata: 2h:22 - Spettatori: 825       | Montpellier     | 0 - 3 | Tours          | 23-25, 17-25, 25-27               |
| 21 febbraio 2023 Halle des Sports Louis Marty, Sète Durata: 2h:17 - Spettatori: 585           | Arago de Sète   | 2 - 3 | Stade Poitevin | 22-25, 25-16, 22-25, 25-20, 14-16 |

#### Semifinali
| 28 febbraio 2023 Salle omnisports Lawson-Body, Poitiers Durata: 2h:15 - Spettatori: 2 014 | Stade Poitevin | 2 - 3 | Nice     | 25-22, 21-25, 19-25, 25-17, 13-15 |
| 28 febbraio 2023 Salle Robert Grenon, Tours Durata: 1h:27 - Spettatori: 2 711             | Tours          | 3 - 0 | Narbonne | 25-19, 26-24, 25-22               |

#### Finale
| 1º aprile 2023 Halle Georges-Carpentier, Parigi Durata: 1h:34 - Spettatori: 3 600 | Nice | 0 - 3 | Tours | 21-25, 21-25, 18-25 |